# بخش واشینگتن (شهرستان دیفاینس، اوهایو)
بخش واشینگتن (به انگلیسی: Washington Township) یک منطقهٔ مسکونی در ایالات متحده آمریکا است که در شهرستان دفیانس، اوهایو واقع شده‌است.
 بخش واشینگتن ۹۲٫۵ کیلومتر مربع مساحت و ۱٬۶۱۷ نفر جمعیت دارد و ۲۱۶ متر بالاتر از سطح دریا واقع شده‌است.